# NGC 4337
NGC 4337 est un amas ouvert situé dans la constellation de la Croix du Sud. Il a été découvert par l'astronome britannique John Herschel en 1834.
Selon la classification des amas ouverts de Robert Trumpler, cet amas renferme moins de 50 étoiles (lettre p) dont la concentration est moyenne (II) et dont les magnitudes se répartissent sur un grand intervalle (le chiffre 3). Lynga propose la même classification, mais il ajout :a (signification?).

## Observation
Avec une magnitude visuelle de 8,9, on peut observer l'amas avec des jumelles dont l'ouverture est de 60 à 70 mm ou avec un petit télescope.

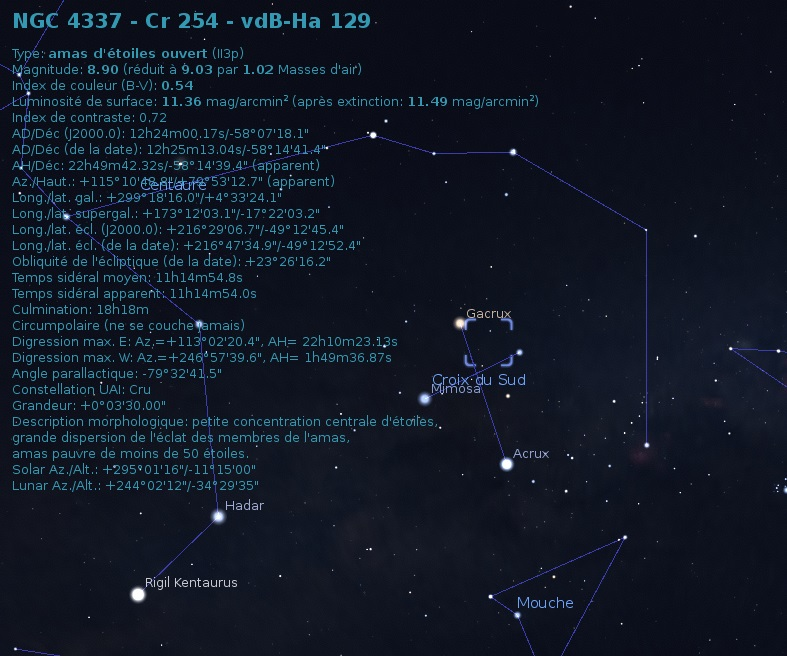
Localisation de NGC 4337 dans la constellation de la Croix du Sud. (Stellarium)

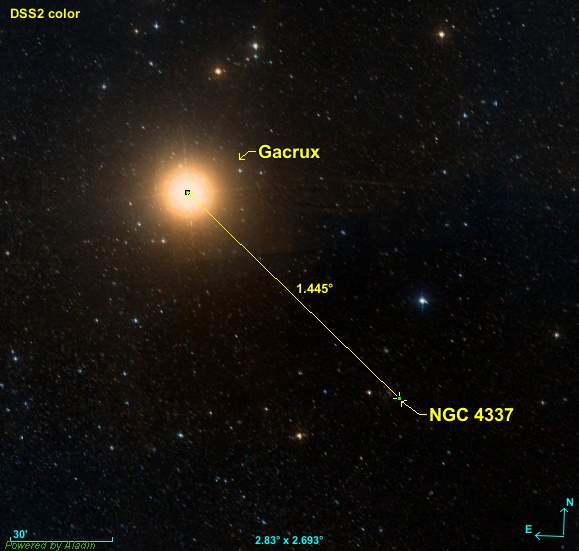
Position de NGC 4337 par rapport une étoile du Céphée.

NGC 4337 est situé à environ 1,45 degré au sud-ouest de Gacrux Gamma Crucis.

## Caractéristiques
Certaines caractéristiques apparaissent sur la base de données Simbad, mais une publication très récente (2023) basée sur les mesures de la parallaxe par le satellite Gaia a permis une mise à jour importante des données. Les données du « GAIA EARLY DATA RELEASE 3 (GAIA EDR3) » ont également permis aux auteurs (Almeida, Monteiro et Dias) de cette publication d'estimer la masse de 773 amas ouverts, dont celle de NGC 4337 qui est de 1049 ± 209 {\displaystyle M_{\odot }}.

### Distance
Selon Almeida et ses collègues, cet amas est à 2 367 ± 44 pc (∼7 720 al) du système solaire.
La parallaxe moyenne des étoiles de l'amas a été obtenue des mesures effectuées par le satellite Gaia. Six valeurs semblables publiées dans de récents articles (2018 à 2021) sont indiquées sur la base de données Simbad : 0,354 ± 0,045 mas, 0,382 ± 0,033 0 mas, 0,358 ± 0,057 mas, 0,357 ± 0,042 mas, 0,357 ± 0,003 mas et 0,357 ± 0,042 mas. La valeur moyenne de la parallaxe et de leur incertitude sont égaux à 0,360 8 ± 0,034 0 mas, ce qui correspond à une distance de 2771+288
−239. Cette distance est nettement supérieure à celle proposée par Almeida et ses collègues.
Dans un article publié en 2020, Angelo, Santos et Corradi évaluent cette distance à 1,70 ± 0,31 pc (∼5,54 al). Cette distance est nettement plus petite que celle mentionnée plus haut.
En supposant que le Soleil est à 8,0 ± 0,5 kpc (∼26 100 al) du centre de la Voie lactée, la distance entre ce centre et NGC 4337 est de 7,6 ± 0,5 kpc (∼24 800 al).

### Taille
Selon les sources, la taille de NGC 4337 est comprise entre 3,5′, et 6,6',. Grâce à un calcul simple, on peut trouver la taille réelle de l'amas. En utilisant la plus grande taille apparente et la plus grande distance, on obtient la taille réelle maximale soit 15,10 al. De même en utilisant la plus petite taille apparente et la plus petite distance, on obtient la plus petite taille réelle, soit 7,68 al. De ces deux valeurs, on déduit que la taille de l'amas est égale à 11,4 ± 3,7 al.
Angelo, Santos et Corradi indiquent trois rayons différents, le rayon du cœur (rc), le rayon de marée (rt) et le rayon de demi-masse (rhm). Les valeurs de ces trois rayons sont 
- rc = 1,62 ± 0,25 pc (∼5,28 al)
- rt = 2,75 ± 0,24 pc (∼8,97 al)
- rhm = 7,53 ± 1,55 pc (∼24,6 al)

### Vitesse
Simbad indique sept valeurs de la vitesse radiale, soit −17,26 ± 0,29 km/s, −18,16 ± 1,31 km/s, −18,9 ± 0,2 km/s, −17,75 ± 0,81 km/s, −16,464 ± 0,712 km/s, −18,20 ± 1 km/s et −15,58 ± 0,53 km/s. La vitesse moyenne et l'écart type de cet échantillon sont −17,47 ± 1,14 km/s.

### Mouvement propre
Simbad indique huit couples de valeurs pour le mouvement propre de l'amas, dont six très semblables, qui proviennent d'articles publiés entre 2018 et 2022. Ces six couples en ascension droite et en déclinaison sont :
- −8,840 ± 0,091 mas/an et 1,469 ± 0,085 mas/an[10]
- −8,862 ± 0,056 mas/an et 1,492 ± 0,064 mas/an[11]
- −8,842 ± 0,093 mas/an et 1,474 ± 0,090 mas/an[12]
- −8,841 ± 0,080 mas/an et 1,468 ± 0,085 mas/an[13]
- −8,841 ± 0,006 mas/an et 1,468 ± 0,006 mas/an[6]
- −8,841 ± 0,080 mas/an et 1,468 ± 0,085 mas/an[14]

Le mouvement propre moyen obtenu de ces six valeurs en ascension droite et en déclinaison, ainsi que de leurs incertitudes est égal à −8,845 ± 0,068 mas/an et 1,473 ± 0,069 mas/an. Selon Angelo, Santos et Corradi, le mouvement propre de l'amas en ascension droite et en déclinaison est égale à −8,812 ± 0,120 mas/an et 1,475 ± 0,096 mas/an, valeurs qui correspondent à la moyenne des six couples mentionnées plus haut.
Les trois autres couples sont passablement différents et imprécis. Ces trois couples sont : 
- −6,83 ± 2,21 mas/an et 0,49 ± 1,00 mas/an[17]
- −4,820 ± 1,758 mas/an et −2,041 ± 1,814 mas/an[19]
- −5,61 ± 5,06 mas/an et 2,37 ± 4,80 mas/an[22]

### Métallicité
Simbad indique sept valeurs de la métallicité, soit 0,24, 0,24, 0,230, 0,25, 0,105, 0,24 et 0,12. Selon ces valeurs, le pourcentage d'éléments lourds (plus lourd que l'hydrogène et l'hélium) de cet amas est compris entre de 132% (100,12) et 178% (10+0,25) de celui du Soleil.
Pour Almeida et ses collègues, la métallicité de l'amas est égale à 0,047 ± 0,029. Selon cette valeur, le pourcentage d'éléments lourds (plus lourd que l'hydrogène et l'hélium) de cet amas serait compris entre 104% (100,047 - 0,029) et 119% (100,047 + 0,029) de celui du Soleil.
Pour Angelo, Santos et Corradi, la métallicité de l'amas est égale à −0,32 ± 0,12, ce qui correspond à un pourcentage situé entre 36,3% (10-0,44) et 63,1% (10-0,20). L'intervalle de ces valeurs est totalement différents des valeurs proposées par Simbad et par Almeida et ses collègues.

### Âge
Almeida et ses collègues indiquent un âge donné par log10 = 9,172 ± 0,012, ce qui correspond à 1,49 ± 0,04 Ga.
La base de données WEBDA propose un âge très inférieur, soit log10 = 8,454, ce qui correspond à 108,454= 284 millions d'années.
Angelo, Santos et Corradi indiquent un âge donné par log10 = 9,20 ± 0,10, un âge compris entre 1,26 Ga (109,1) et 2,00 Ga (109,3), soit 1,63 ± 0,37 Ga, compatible avec la valeur proposée par Almeida et ses collègues.

## Étoiles
Simbad montre aussi un bouton nommé Children. En cliquant sur ce bouton, on atteint une section de cette base de données qui renferme un tableau contenant 407 entrées pour NGC 4337. Cependant, des étoiles (les Children) peuvent apparaître plusieurs fois dans la deuxième colonne du tableau, d'où le nombre de liens bibliographiques qui est supérieure au nombre d'étoiles. La quatrième colonne de ce tableau indique la probabilité que l'étoile appartienne à l'amas. En cliquant sur le titre de cette colonne, on peut classer la probabilité par ordre croissant ou décroissant. En cliquant sur la désignation de l'étoile, on atteint la page de Simbad qui résume ses propriétés.
Le temps de relaxation (crossing time), c'est-à-dire le temps le plus court sur lequel des événements dynamiques significatifs peuvent se produire, tels des changements de forme de l'amas ou des échanges d'énergie entre ses membres, pour NGC 4337 est de 1,83 ± 0,17 Ma.